# Nautilus (phần mềm)
Nautilus là chương trình quản lý tập tin chính thức trong môi trường GNOME. Các phiên bản GNOME ban đầu dùng Midnight Commander, sau đó từ phiên bản 1.4 trở đi đã thay thế bằng Nautilus.
Nautilus có các tính năng cơ bản của một trình quản lý tập tin: 
- Hiển thị các file trong từng thư mục theo biểu tượng hoặc danh sách.
- Thực hiện copy, paste các file/thư mục
- Có thể cho xem nội dung trang đầu của file văn bản, hoặc xem file hình ảnh (kiểu Thumbnail)
- Cho phép ghi lại các thư mục thường dùng (bookmark)
- Hỗ trợ kết nối mạng (truy cập ftp).
- (Về thẩm mỹ) Đổi hình nền, màu nền, kích thước của các biểu tượng.
- Phiên bản mới có cửa sổ truy cập cây thư mục bên trái.

## Liên kết bên ngoài
- Project home page
- Introduction to spatial Nautilus